# Presidenti di Trinidad e Tobago
Il presidente di Trinidad e Tobago è il capo dello Stato nonché comandante in capo delle forze armate della repubblica.
La carica fu istituita nel 1976 quando il paese divenne una repubblica, fino ad allora il capo dello Stato era stato il sovrano britannico.
In seguito ad un accordo transitorio il primo presidente del paese fu Sir Ellis Clarke, l'ultimo governatore generale del paese. Fu eletto da un collegio elettorale composto da membri delle due camere del parlamento il 24 settembre 1976 che da allora è giorno di festa nazionale (Republic Day).
La costituzione del 1976 prevede che al presidente sia assegnato de jure il potere esecutivo, analogamente a quanto previsto per il monarca britannico, di fatto il potere esecutivo è esercitato dal primo ministro e dal governo. Il primo ministro è nominato dal presidente ed è il leader del partito di maggioranza della Camera dei rappresentanti, il presidente nomina, su indicazione del primo ministro e del leader dell'opposizione i membri del senato.
Il presidente deve aver superato i 35 anni di età, deve essere cittadino di Trinidad e Tobago, e al momento della nomina deve risiedere nel paese da almeno 10 anni.
L'attuale presidente di Trinidad e Tobago è Christine Kangaloo.

## Lista
| # | Presidente | Presidente                       | Mandato        | Mandato       |
| # | Presidente | Presidente                       | Inizio         | Fine          |
| - | ---------- | -------------------------------- | -------------- | ------------- |
| 1 |            | Ellis Emmanuel Innocent Clarke   | 1º agosto 1976 | 19 marzo 1987 |
| 2 |            | Noor Mohamed Hassanali           | 20 marzo 1987  | 17 marzo 1997 |
| 3 |            | Arthur Napoleon Raymond Robinson | 18 marzo 1997  | 16 marzo 2003 |
| 4 |            | George Maxwell Richards          | 17 marzo 2003  | 18 marzo 2013 |
| 5 |            | Anthony Thomas Aquinas Carmona   | 18 marzo 2013  | 19 marzo 2018 |
| 6 |            | Paula-Mae Weekes                 | 19 marzo 2018  | 20 marzo 2023 |
| 7 |            | Christine Kangaloo               | 20 marzo 2023  | in carica     |